# Таурат
Таура́т, Таура́ (араб. توراة‎ —  Тора, Пятикнижие‎) — Священное Писание в исламе (ниспосланное Аллахом пророку Мусе), арабское наименование Торы.  Упоминается в Коране почти всегда вместе с Инджилем. Инджиль подтвердил правильность сказанного в Таурате, а Коран подтверждает правильность Таурата и Инджиля.

## Описание
Согласно исламу, раввины и книжники запомнили только часть Таурата, исказили его и приписали ему несуществующие запреты. В спорах пророка Мухаммада с иудеями, Таурат как бы привлекается свидетелем в пользу пророка. Цитаты из Таурата в Коране иногда почти совпадают, иногда отдаленно напоминают псалмы (Забур). 
Аллюзии на тексты Таурата часто встречаются и в сборниках хадисов пророка Мухаммада. В хадисах сохранились и следы полемики первых мусульман с иудеями.
В исламском предании имеются сведения о том, что Таурат состоял из 40 частей (джузов), а в каждой части было 1000 аятов. Полностью наизусть Таурат знали только Муса (Моисей), Харун (Аарон), Юша ибн Нун (Иисус Навин), Узайр (Ездра) и Иса ибн Марьям (Иисус Христос). Исламское предание также сообщает о том, что оригинал Таурата был сожжён и утерян во время завоевания Иерусалима Навуходоносором. Оставшиеся отдельные повествования перемешались с иудейской народной традицией и, спустя много веков, были собраны в единую книгу. Эту книгу мусульмане не считают оригиналом Таурата, принесённого пророком Мусой. 
Современная Тора (Пятикнижие) относится к Священному Писанию в иудаизме и христианстве, но не относится к Священному Писанию в исламе.
Средневековые исламские богословы широко использовали тексты современной Торы для комментирования коранических рассказов о библейских персонажах. Примерно с IX века исламские богословы начали приводить тексты современной Торы, которые мусульмане считают пророчеством о Мухаммаде. Обычно они ссылались на Бытие 16:9—12; 17:20; 21:21, Второзаконие 18:18, 33:2, 12 и пр.